# قره‌قوچا (خونین)
قره‌قوچا (به اسپانیایی: Qarwaqucha) یک دریاچه در پرو است که در منطقه خونین واقع شده‌است.